# Leninov mavzolej
Leninov mavzolej (od 1953 do 1961 Leninov in Stalinov mavzolej) je zgradba na Rdečem trgu v Moskvi, ki služi kot kraj zadnjega počitka sovjetskega voditelja Vladimirja Lenina. Njegovo ohranjeno truplo je bilo tam javno razstavljeno kmalu po njegovi smrti leta 1924, z redkimi prekinitvami v vojnem času. Dokaj majhna, a monumentalna granitna struktura Alekseja Ščuseva vključuje nekatere elemente iz starodavnih mavzolejev, kot so stopničasta piramida, grobnica Kira Velikega in do neke mere tempelj napisov.
Leninovo truplo je bilo iz mavzoleja odstranjeno oktobra 1941 in evakuirano v Tjumen v Sibiriji, ko se je izkazalo, da bi Moskvo lahko zajele nemške čete. Po vojni so njegovo truplo vrnili v mavzolej in grobnico ponovno odprli.
Leta 1953 so v mavzoleju razstavili tudi truplo Josifa Stalina in muzej se je nato preimenoval v Leninov in Stalinov mavzolej. Potem ko so v poznejših letih razkrili Stalinove zločine, so oktobra 1961 njegovo truplo odstranili iz mavzoleja in ga v okviru destalinizacije pokopali v nekropoli Kremeljskega zidu zunaj obzidja Kremlja. Mavzolej se je nato preimenoval nazaj v Leninov mavzolej. 
Leta 2018 je ruski poslanec Vladimir Petrov predlagal, da bi Leninovo truplo znova pokopali leta 2024, na 100. obletnico njegove smrti, ker je država porabila preveč denarja, da bi truplo vzdrževala v mavzoleju, in predlagal, da ga nadomestijo z voščenim ali gumijastim modelom.